# Сарчедо
Сарчедо (італ. Sarcedo, вен. Sarcedo) — муніципалітет в Італії, у регіоні Венето, провінція Віченца.
Сарчедо розташоване на відстані близько 430 км на північ від Рима, 70 км на північний захід від Венеції, 17 км на північ від Віченци.
Населення — 5278 осіб (2014).
Щорічний фестиваль відбувається 30 листопада. Покровитель — Андрій Первозваний.

## Демографія
Населення за роками:

Станом на 1 січня 2023 року в муніципалітеті офіційно проживало 286 іноземців з 44 країн, серед них 80 громадян країн Євросоюзу та 4 громадяни України.

## Сусідні муніципалітети
- Бреганце
- Фара-Вічентіно
- Монтеккьо-Прекальчино
- Тієне
- Віллаверла
- Цульяно